# Zodarion machadoi
Zodarion machadoi là một loài nhện trong họ Zodariidae.
Loài này thuộc chi Zodarion. Zodarion machadoi được J. Denis miêu tả năm 1939.